# Allgood
Allgood es un pueblo del condado de Blount, en el estado de Alabama (Estados Unidos). Según el censo de 2000 tenía una población de 629, y en 2005 contaba con 693 habitantes.

## Demografía
| 631                        | 646 | 659 | 675 | 683 | 693 |
| (Fuente: [cita requerida]) |     |     |     |     |     |